# Sullivan (Wisconsin)
Pour les articles homonymes, voir Sullivan.
Sullivan est un village du comté de Jefferson, dans l'État du Wisconsin, aux États-Unis. En 2020, il comptait une population de 651 habitants.